# Kolonie Assab
Die Kolonie Assab (italienisch Colonia di Assab) war die erste Kolonie (colonia primigenia) des Königreichs Italien. Die 1870 in der Bucht von Assab (Baia di Assab) am ostafrikanischen Südufer des Roten Meeres errichtete Handelsstation wurde 1890 mit Massaua und Asmara zur Kolonie Eritrea verbunden. Die italienische Herrschaft hielt bis 1941 an.

## Assabbai

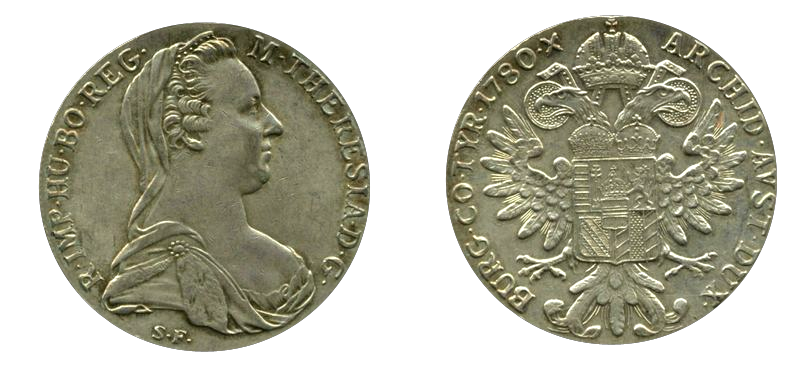
Die Afar-Sultane ließen sich den Verkauf Assabs mit Tausenden Maria-Theresien-Talern bezahlen

In der Küstenregion am Südende des Roten Meeres überlagerten sich am Vorabend der Eröffnung des Sueskanals lockere Herrschaft und Besitzansprüche verschiedener Mächte. Südlich von Assab hatte Frankreich schon 1862 den Sultanen von Raheita und Tadjoura den Großteil der Region Obock für 10.000 Maria-Theresien-Taler (etwa 50.000 Francs) abgekauft. Nördlich von Assab, in Baylul, hatte Ägypten 1866 die Nachfolge der osmanischen Herrschaft angetreten und expandierte. Über die Bucht von Assab herrschten Sultan Abdallah von Buia (Buya, südlich von Assab) und seine Vettern, die Brüder Hassan und Ibrahim von Mergebla (Margebleh, südlich von Buia). Sie beanspruchten den seit dem Spätmittelalter überlieferten Titel eines Sultans von Assab, unterstanden ihrerseits aber mehr oder weniger der Oberhoheit der Sultane Burhan von Raheita und Mohamed Hanfari von Aussa. Raheita, Tadjoura und Aussa waren drei jener fünf Afar-Sultanate, die als Nachfolgereiche des Sultanats Adal entstanden waren und von denen Raheita ebenso wie Aussa die Oberhoheit über die anderen Sultanate beanspruchte. Über Aussa jedoch beanspruchte Shewa bzw. Abessinien (Äthiopien) die Oberhoheit, über Raheita und Tadjoura hingegen Ägypten, das 1870 südlich des Golfs von Tadjoura auch Zeila besetzt hatte. Abessinien wiederum war zunächst 1868 von den Briten niedergeworfen worden, ab 1875 bekriegten auch Abessinier und Ägypter einander.

### Rubattino-Besitz

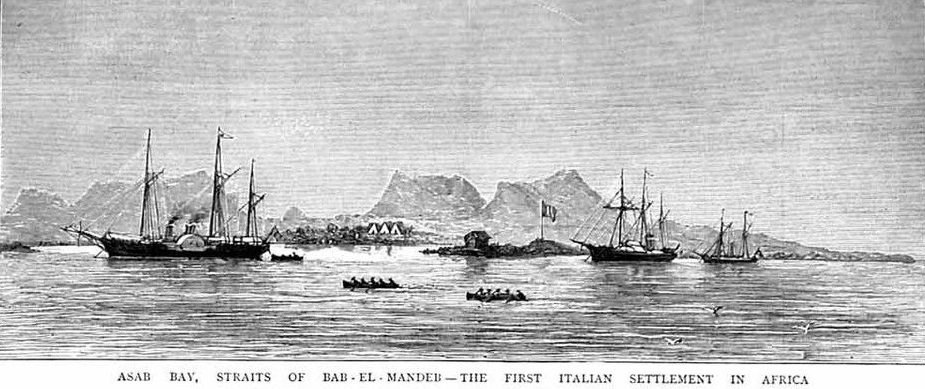
Assab um 1880

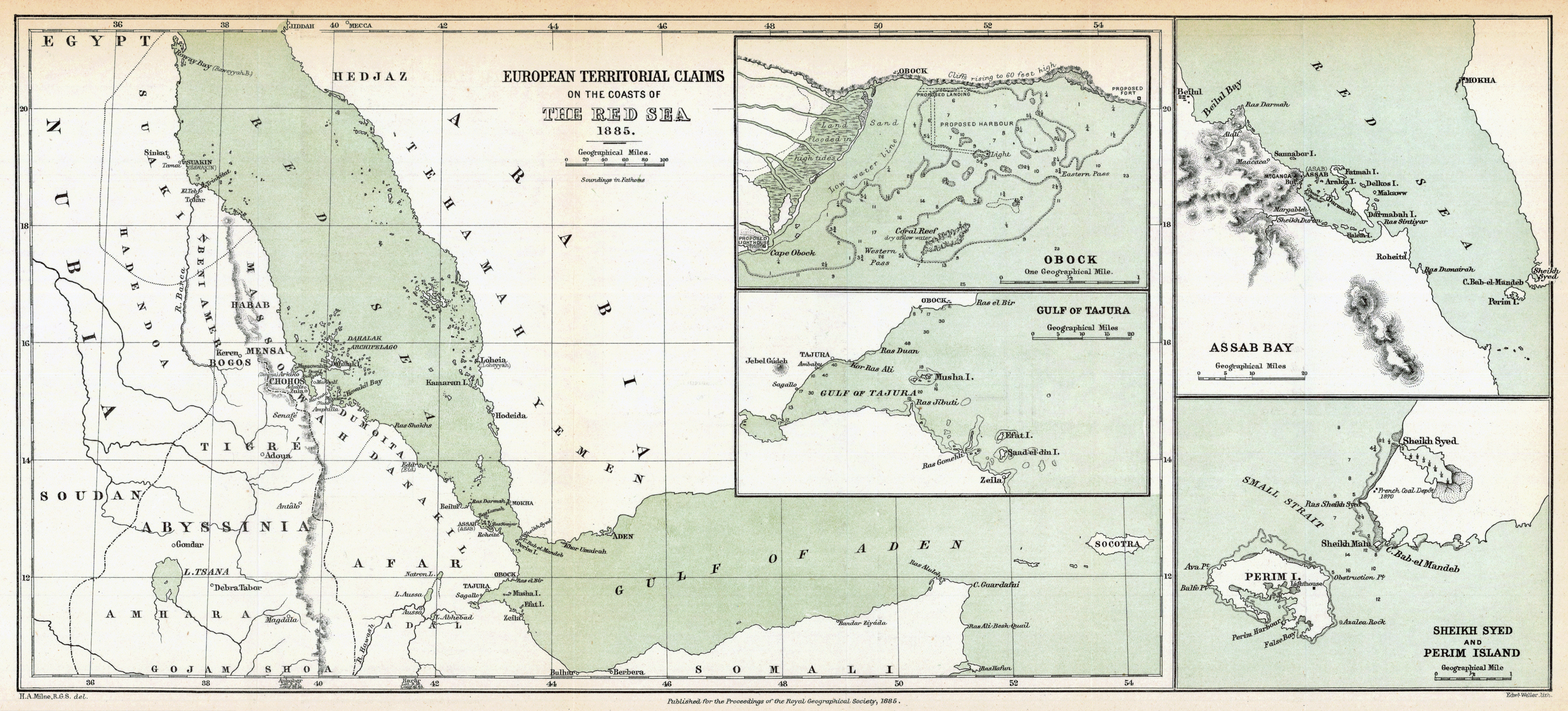
Europäische Stützpunkte an den Küsten des Roten Meeres (1885), die Detailkarte zur Bucht von Assab (oben rechts) zeigt die für den Land(ver)kauf relevanten geographischen Punkte

Um eine Handelsniederlassung und eine Kohlestation für ihre Dampfschiffe zu errichten, schloss die italienische Schifffahrtsgesellschaft und Reederei Rubattino bzw. ihr bevollmächtigter Vertreter Giuseppe Sapeto zwischen 1869 und 1880 fünf Verträge mit den verschiedenen Sultanen der Region und pachtete bzw. kaufte dafür Landbesitz.
- am 15. November 1869 mit den Sultanen Hassan und Ibrahim über die Überlassung eines sechs Kilometer langen und sechs Kilometer breiten Gebietes zwischen Ras (Kap) Loma (Lumah) und dem Berg Ganga (Janja)[5][6]; Rubattino zahlte dafür 6000 Maria-Theresien-Taler (etwa 30.000 Lire) an die beiden Sultane[1][2][7][8]
- am 11. März 1870 mit Hassan, Ibrahim und Abdallah, der als Vertreter des Sultans von Raheita[9] die vier Monate zuvor getroffenen Vereinbarungen bestätigte und zusätzlich in die Überlassung von Alela (Alala) bzw. des angrenzenden Küstengebietes zwischen Ras Loma und Ras Buia einwilligte[2][6]; weitere 8100 Taler wurden gezahlt[1][7][8][10]
- am 30. Dezember 1879 mit Burhan über die in der Bucht von Assab liegenden Inseln Um Ālbahār, Ras ar-Ramal (südlich von Um Ālbahār) und Darmachia[2][6], Rubattino zahlte dafür 2000 Taler an den Sultan[10]
- am 15. März 1880 mit Burhan über das gesamte, südlich von Assab angrenzende Küstengebiet zwischen Ras Buia und Ras Sintian (nördlich von Raheita), inklusive aller vorgelagerten anderen Inseln[6], für 13.000 Taler[2]
- am 15. Mai 1880 mit Ibrahim und Hassan (bestätigt von Burhan und Abdallah) über das gesamte, nördlich von Assab angrenzende Küstengebiet zwischen Ras Loma und Ras Darma (südöstlich von Baylul), inkl. der Insel Sennabor (Sanaburi)[2][10] für 7000 Taler[11]

Dass der italienische Staat die Gelder vorstreckte und dafür bürgte bzw. die gesamte Wirtschaftlichkeit der Kolonie war im Mutterland zunächst umstritten. Erst nachdem die 1869 getroffenen Vereinbarungen 1870 auch vom Sultan von Raheita gebilligt worden waren (und weitere Taler geflossen waren), wurde das Gebiet an die Rubattino-Gesellschaft übergeben. Am 13. März 1870 wurde die italienische Fahne über Assab gehisst, Lager- und Hafengebäude wurden errichtet. Ägypten protestierte, Italien hielt sich zunächst zurück. Angesichts der drohenden Haltung Ägyptens konnte Rubattino die Station zunächst nicht aktiv nutzen. Erst im Dezember 1879 entsandte Italien ein kleines Truppenkontingent zum Schutz der Station und Assab wurde zum Schutzgebiet erklärt.
Obwohl es bei Buia zumindest 15 Meter tiefen Ankergrund gab, hielt der in die Kolonie entsandte italienische Militärkommandant de Amazaga den Hafen von Assab für größere Schiffe ungeeignet, und obwohl Amazaga auch das Hinterland wegen seiner Wasserlosigkeit für unfruchtbar hielt (Danakil-Wüste), konnte Rubattino am 10. März 1882 das gesamte Gebiet für 416.000 Lire an den italienischen Staat verkaufen. Am 5. Juli 1882 wurde daraus auch rein formal die italienische Kolonie Assab.

### Italienische Kolonie

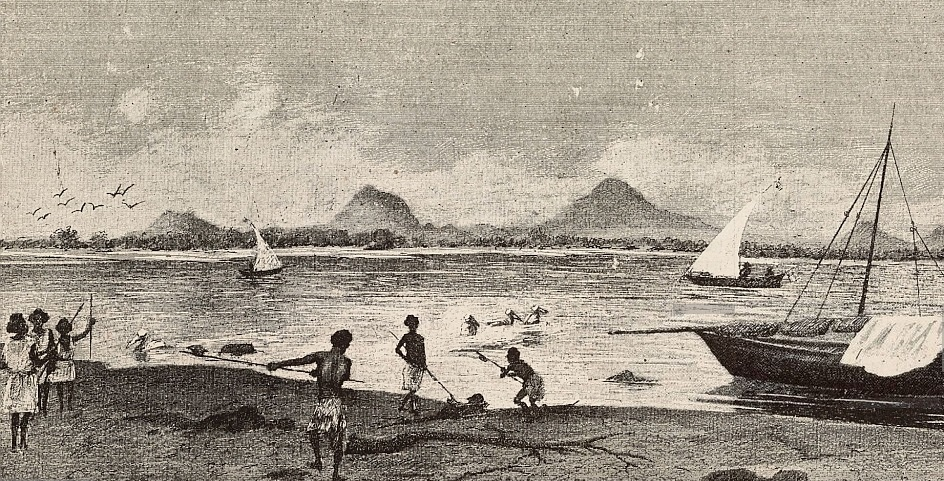
Einheimische Fischer in der Bucht von Assab, im Hintergrund der Berg Ganga (L’Illustrazione Italiana, 1885)

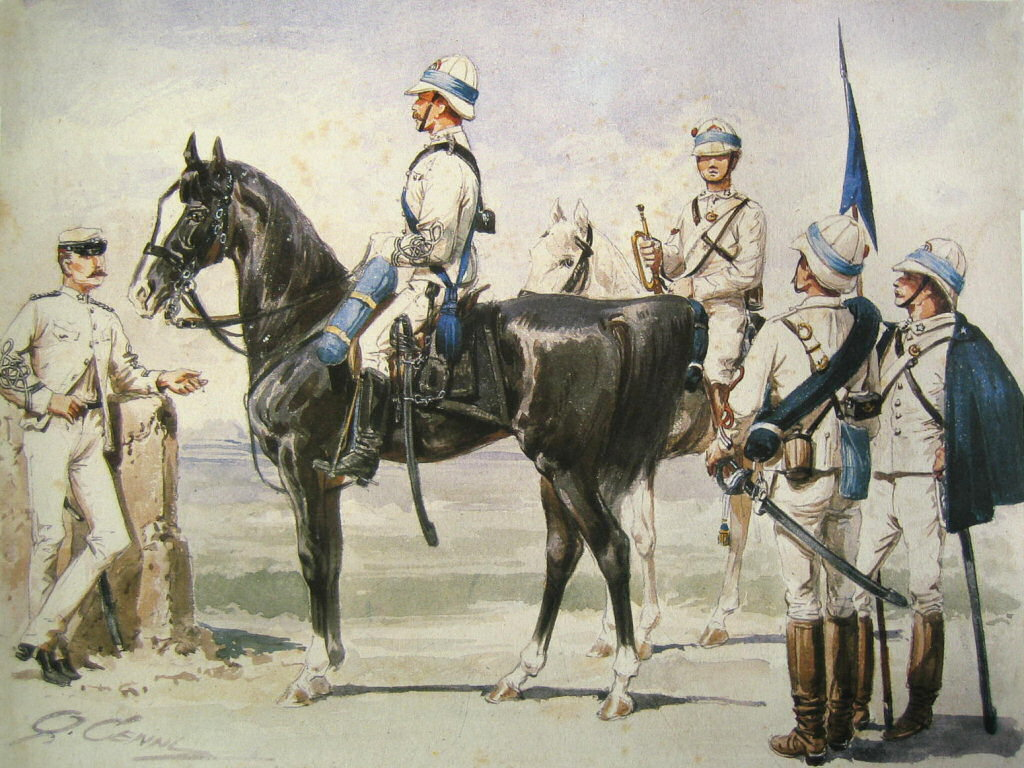
Italienische Kolonialtruppen 1885

Angesichts des ägyptischen Expansionsstrebens hatten sich schon im Juni 1880 Sultan Abdallah von Buia und im September 1880 auch Sultan Burhan von Raheita unter italienisches Protektorat gestellt. Bestrebungen der Sultansbrüder von Mergebla, sich unter britisches Protektorat zu stellen, scheiterten zwar, doch musste Italien den Briten zunächst versprechen, Assab nicht zu befestigen. Während der noch unter ägyptischem Schutz stehende Sultan von Baylul gegen die italienische Expansion opponierte (Ermordung des italienischen Forschers Giuseppe Maria Giulietti † 1881), schloss Sultan Mohamed Hanfari von Aussa am 15. März 1883 mit Italien einen Freundschafts- und Handelsvertrag, erkannte die italienische Herrschaft über Assab an und trat gleich noch ein kleines Grenzgebiet an die italienische Kolonie ab. Trotz italienischen Protests besetzten im Oktober 1884 französische Truppen auch noch den Rest der Region Obock und damit den Südteil des unter italienischem Protektorat stehenden Sultans Raheita. Raheita war damit auf ein Restgebiet zwischen Ras Sintian und Ras Doumeira begrenzt. Nördlich von Assab gelang es den Italienern nach einem italienisch-britisch-ägyptischen Geheimabkommen im Januar 1885 Baylul zu besetzen und an die Kolonie anzugliedern, was im Januar 1887 auch Sultan Mohamed Hanfari vertraglich anerkannte (gegen Zahlung von 18.000 Talern). Durch einen weiteren Vertrag im Dezember 1888 unterstellte auch er sich italienischem Protektorat.
Die Kolonie erstreckte sich ab 1885 über einen 130 Kilometer langen Küstenstreifen, an dem gerade mal 1300 Einheimische lebten (vor allem Afar, aber auch Somali und Araber) - bzw. 5400 Menschen, die 266 Mann starke italienische Garnison und die Besatzungen der im Hafen liegenden Schiffe eingerechnet. Insgesamt umfasste die Kolonie ein Gebiet von 632 km², davon 579 km² Festland und 53 km² Inseln.
Noch weiter nördlich besetzten die Italiener im Februar 1885 auch die Hafenstadt Massaua und gründeten dort eine weitere Kolonie. Die versuchte Erweiterung dieser Kolonie führte ab 1886 zu einem Ersten Italienisch-Abessinischen Krieg, in dem Italien im Januar 1887 zunächst eine Niederlage erlitt. Der abessinische Kaiser aber führte gleichzeitig Krieg gegen die sudanesischen Mahdisten, denen er 1889 unterlag und im Kampf fiel. Diesen Zweifrontenkrieg und anschließende innerabessinische Nachfolgekämpfe nutzten die Italiener zur Besetzung von Keren und Asmara. Der neue Kaiser (der sich schon 1887 mit Italien gegen den alten Kaiser verbündet hatte) schloss Freundschaft mit Italien, und im Jahr 1890 wurde die Kolonie Assab schließlich mit Massaua, Keren und Asmara zur neuen Kolonie Eritrea zusammengelegt, deren Hauptstadt zunächst Massaua wurde, zehn Jahre später dann Asmara.

### Spanische Kohlestation

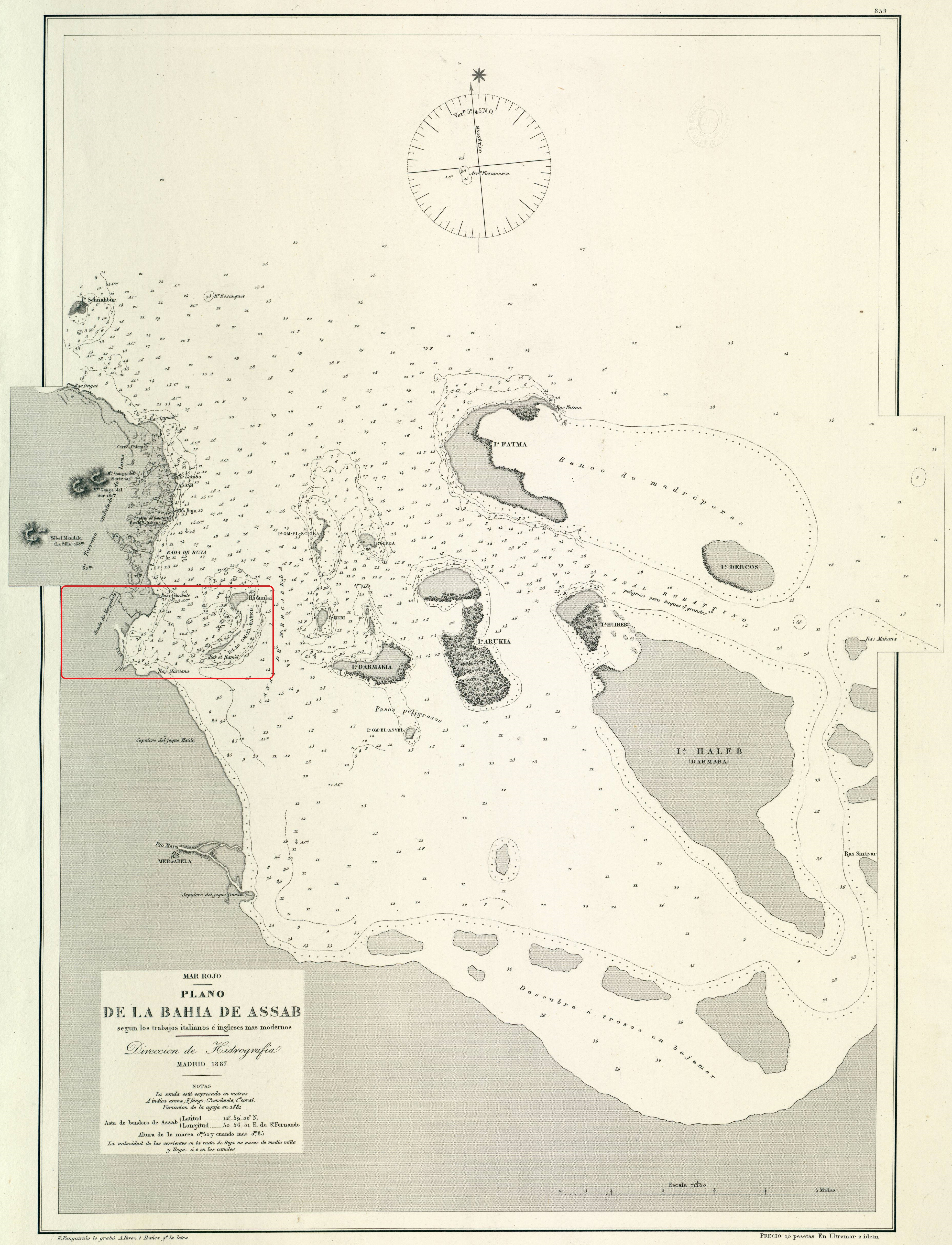
Spanische Karte der Bucht von Assab aus dem Jahr 1887 (das versprochene Gebiet zwischen Garibal und Marcana ist rot markiert)

Italien hatte zwischenzeitlich offenbar versucht, das seit Mai 1887 verbündete Spanien (italienisch-spanisches Geheimabkommen im Rahmen der Mittelmeerentente) in eine eventuell nötige Verteidigung Assabs sowohl gegen Franzosen als auch gegen Abessinier einzubinden. Im September bzw. Dezember 1887 hatte Spanien von Italien die Zusage zur Überlassung eines kleinen Stücks der eritreischen Danakil-Küste in der Bucht von Assab erhalten. Spanien sollte das Gebiet (zwei Meilen südlich von Assab, zwischen Buia und Mergabela/Margableh, bei Alela, gegenüber der Insel Um Ālbahār) für zunächst 15 Jahre pachten und wollte dort eine Kohlestation für die spanische Marine auf dem Seeweg zu den Philippinen errichten. Angesichts der Opposition Großbritanniens gegen diesen Plan zögerte Italien die Herausgabe des Gebietes jedoch hinaus und gliederte es nach zwischenzeitlichen Erfolgen gegen die Abessinier stattdessen 1890 in seine eigene neugebildete Kolonie Eritrea ein. Bei der Verlängerung des spanisch-italienischen Abkommens 1891 war von der Überlassung an Spanien nicht mehr die Rede und 1895 wurde das ausgelaufene Abkommen nicht mehr verlängert.

## Gouverneure von Assab
Die Verwaltung der Kolonie Assab war zunächst in den Händen des auf Sapeto († 1881) folgenden Zivilkommissars Giovanni Branchi belassen worden, wurde 1885 dann aber an den Militärkommandanten Giulio Pestalozza übertragen.

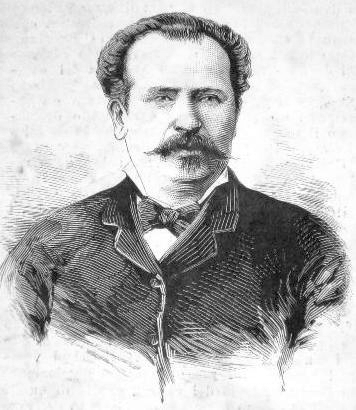
Carlo de Amezaga
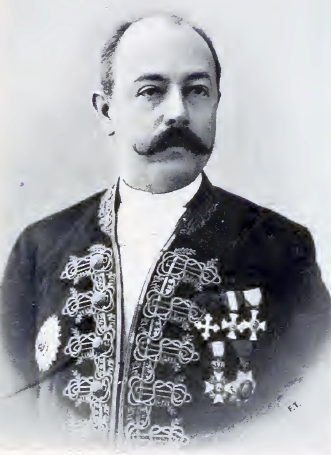
Giulio Pestalozza
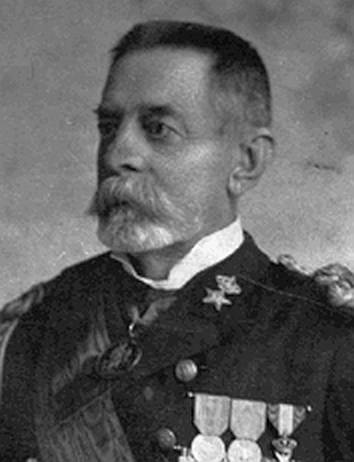
Giovanni G. Frigerio
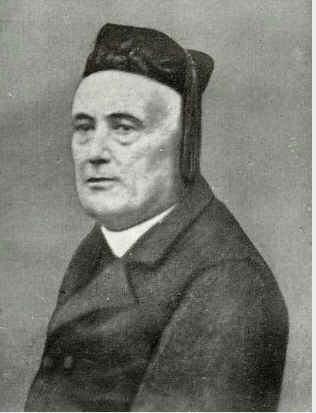
Giuseppe Sapeto

### Zivilkommissare
- 1869–1881 Giuseppe Sapeto
- 1881–1885 Giovanni Branchi

### Militärkommandanten
- 1879–1880 Carlo de Amezaga
- 1880–1884 Giovanni Galeazzo Frigerio
- 1884–1890 Giulio Pestalozza